# Villanuova con Brazzoli
Villanova Alghisi, già Villanuova o Villa Nova con Brazzuoli, è una frazione del comune cremonese di Pozzaglio ed Uniti posta a nord del centro abitato.

## Storia
La località era un piccolo villaggio agricolo di antica origine del Contado di Cremona con 90 abitanti a metà Settecento.
In età napoleonica, dal 1810 al 1816, Villanova fu frazione di Corte de' Frati, ma recuperò l'autonomia con la costituzione del Regno Lombardo-Veneto.
I governanti tedeschi tornarono però sui loro passi nel 1841, e annessero il comune di Villanova a Castelnuovo Gherardi, decenni dopo a sua volta ancora confluito in Pozzaglio ed Uniti.